# 馬德里 (新墨西哥州)
馬德里（英語：Madrid）是位於美國新墨西哥州聖菲縣的普查規定居民點。

## 人口
根據2020年美國人口普查的數據，馬德里的面積為3.60平方千米，皆為陸地。當地共有人口247人，而人口密度為每平方千米68.61人。